# Theaitetos
Theaitetos är till större del en kunskapsteoretisk dialog av den grekiska filosofen Platon. Fastän den behandlar kunskapsteori så ger den ingen adekvat definition på vad kunskap är, och slutar därför utan verklig slutsats. Dialogen är troligen från omkring 369 f.Kr.